# Chansons en stok
 (juin 2016).
Si vous disposez d'ouvrages ou d'articles de référence ou si vous connaissez des sites web de qualité traitant du thème abordé ici, merci de compléter l'article en donnant les références utiles à sa vérifiabilité et en les liant à la section « Notes et références ».
Chansons en Stok est un festival de « chanson francophone » qui a lieu à Zurich depuis 2000.
Il est organisé par l'association « Pa-dam... Pa-dam... » qui programme de la chanson francophone à Zurich depuis 1991.
Le festival a lieu au Theater Stok, un théâtre fondé par le comédien Zbigniew Stok en 1970. Zbigniew Stok est décédé en 1990. C'est sa compagne Erica Hänssler qui gère ce lieu aujourd'hui.

## Artistes programmés
- 2009 :
  - Pierre Lautomne,
  - David Lafore,
  - Karimouche,
  - Yves Jamait rencontre Sarcloret,
  - Ignatus + Friends,
  - Polo,
- 2008 :
  - Fabian Tharin,
  - Gérald Genty,
  - Charlotte etc.,
  - Yeti,
  - Florent Vintrigner,
  - Marcel Kanche
- 2006 :
  - Bernard Joyet,
  - Daniel Hélin,
  - Stephen Faulkner,
  - Karpatt,
  - Renan Luce,
  - Polo